# Ōizumi
Ōizumi (大泉町, Ōizumi-machi) est un bourg du district d'Ōra, dans la préfecture de Gunma, au Japon.

## Géographie

### Démographie
Au 1er août 2018, la population d'Ōizumi s'élevait à 41 812 habitants (52,3 % d'hommes), répartis sur une superficie de 18,03 km2. À la même date, le bourg rassemblait 7 549 personnes de nationalité étrangère,. En effet, de nombreux Japonais d'origine brésilienne sont installés à Ōizumi et continuent de pratiquer leur langue maternelle : le portugais.

## Histoire
En mars 1957, le bourg d'Ōizumi est créé en regroupant le bourg de Koizumi et le village d'Okawa.